# Troguéry
Troguéry é uma comuna francesa na região administrativa da Bretanha, no departamento Côtes-d'Armor. Estende-se por uma área de 3,61 km². Em 2010 a comuna tinha 238 habitantes (densidade: 65,9 hab./km²).